# 阿贝格规则
在化学中，阿贝格规则指出元素的最大正价和负价之间的值通常为八。 
该规则使用了价态的历史意义，类似于现代氧化态概念，其中原子是电子供体或受体。 
阿贝格规则也被称为“阿贝格价与反价定律”。
一般来说，对于给定的化学元素（如硫），阿贝格规则规定其负价态（如{\displaystyle {\ce {H2S}}}中的硫为 -2）的绝对值与其最大值的正价态（如{\displaystyle {\ce {H2SO4}}}中的硫为 +6）之和 ) 通常等于 8。

## 历史
该概念由德国化学家理查德·阿贝格于 1904 年提出。
吉尔伯特·路易斯是最早将该概念称为“阿贝格规则”的人之一，他在 1916 年的一篇文章中将其用作论证的基础，以发展他的立方原子理论，该理论后来发展为八电子规则。这篇文章激发了莱纳斯·鲍林的灵感，他于 1938 年撰写了教科书《化学键的本质》。